# Гриб Олексій Федорович
Олексій Федорович Гриб (1921—1943) — Гвардії сержант Робітничо-селянської Червоної армії, учасник Другої світової війни, Герой Радянського Союзу (1943).

## Біографія
Олексій Гриб народився в 1921 році в селі Холодівка (нині — Тульчинський район Вінницької області) в сім'ї селянина. Закінчив Тульчинський бібліотечний технікум, після чого працював бібліотекарем у місті Балта Одеської області. У 1941 році призваний на службу в Робітничо-селянську Червону армію. З грудня 1942 року — на фронтах війни. Брав участь у боях на Сталінградському, Воронезькому і Степовому фронтах. До вересня 1943 року гвардії сержант Олексій Гриб був навідником гармати 229-го гвардійського стрілецького полку 72-ї гвардійської стрілецької дивізії 7-ї гвардійської армії Степового фронту. Відзначився під час битви за Дніпро.
25 вересня 1943 року Гриб одним з перших переправився через Дніпро в районі села Бородаївка Верхньодніпровського району Дніпропетровської області Української РСР. Вогнем своєї гармати він придушив 5 кулеметних точок ворога, які заважали переправі полку, взяв активну участь у відбитті 13 німецьких контратак, знищивши кілька десятків солдатів і офіцерів противника.
Указом Президії Верховної Ради СРСР від 26 жовтня 1943 року за зразкове виконання бойових завдань командування на фронті боротьби з німецькими загарбниками і проявлені при цьому мужність і героїзм гвардії сержант Олексій Гриб удостоєний високого звання Героя Радянського Союзу з врученням ордена Леніна і медалі «Золота Зірка» за номером 1410.
18 грудня 1943 року Гриб пропав безвісти.
Бюст Гриба встановлений в селі Холодівка та селищі Бекдаш Красноводського району Красноводської області Туркменістану. У його честь названа вулиця в Холодівці.